# Lucio Albio Pulayeno Polión
Lucio Albio Pulayeno Polión fue un senador romano natural de Campania de finales del siglo I y comienzos del siglo II, que desarrolló su carrera política bajo Domiciano, Nerva y Trajano.

## Carrera
Su primer cargo conocido fue el de consul suffectus entre los meses de septiembre y octubre de 90, bajo Domiciano.
Logró sobrevivir a los años finales del imperio de Domiciano, para alcanzar a ser nombrado procónsul de la provincia Asia entre 104 y 105, bajo Trajano.
En Ostia se documentan cerámicas selladas a su nombre.